# كارولينا لوبيز
كارولينا لوبيز (بالإنجليزية: Carolina López)‏ مواليد 16 نوفمبر 1993، هي لاعبة كرة يد دومينيكية. مثلت منتخب جمهورية الدومينيكان لكرة اليد للسيدات.

## سجل المنافسة
شاركت في البطولات التالية:
- بطولة العالم لكرة اليد للسيدات 2013